# Чистостем
Чистостем (удм. Ӵуштаськем, Ӵушкам) — деревня в Увинском районе Удмуртии, входит в Чистостемское сельское поселение. Находится в 14 км к югу от посёлка Ува и в 60 км к западу от Ижевска.